# Saint-Julien-du-Puy
 Saint-Julien-du-Puy  es una población y comuna francesa, ubicada en la región de Mediodía-Pirineos, departamento de Tarn, en el distrito de Castres y cantón de Lautrec.

## Demografía
| 450 | 403 | 391 | 390 | 348 | 352 |
| Para los censos de 1962 a 1999 la población legal corresponde a la población sin duplicidades (Fuente: INSEE [Consultar]) |     |     |     |     |     |